# Innerberger Stadel (Steyr)

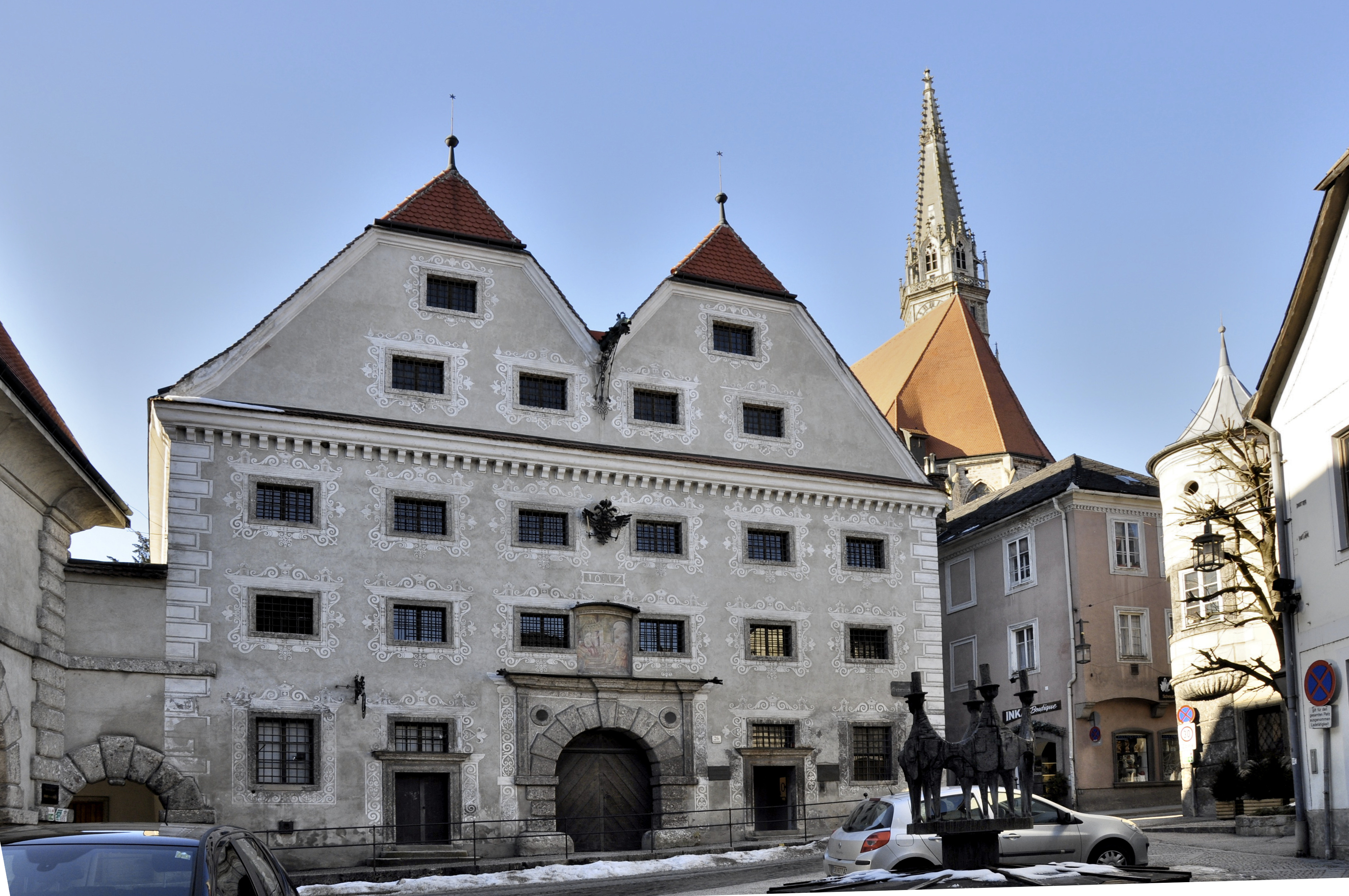
Front zum Grünmarkt, rechts dahinter die Stadtpfarrkirche

Der Innerberger Stadel am Steyrer Grünmarkt 26 ist ein Renaissancezweckbau von um 1612/13 mit reichem Sgraffito-Schmuck. Benannt ist das Gebäude nach der Innerberger Hauptgewerkschaft, die es 1628 erwarb. Heute befinden sich darin das Stadtmuseum Steyr und das Steyrer Kripperl.

## Architektur
Das mit einem Grabendach gedeckte Gebäude steht giebelständig zum Grünmarkt und ist mit dem benachbarten Neutor verbunden. Im Erdgeschoß dominieren Gewölbe (teils mit Stuck verziert), die zwei Obergeschoße sind dagegen von mächtigen Stütz- und Tragewerken mit Tramdecken (Holzbalkendecken) beherrscht.
Direkt über dem massiven Haupttor verweist ein Fresko mit einer Szene aus der Josephsgeschichte (Gen 42,ELB ) auf den Zweck des Baues als Proviantspeicher, darüber befindet sich die Jahreszahl 1612. Am zweiten Obergeschoß ist ein nimbierter Doppeladler mit dem Wappen der Eisengewerkschaft angebracht. Im Erdgeschoß öffnen sich links und rechts des Haupttores zwei Nebeneingänge (Steyrer Kripperl und Museum der Stadt Steyr) und rechts und links außen zwei große vergitterte Fenster. Die beiden Obergeschoße zeigen je sechs kleinere, ebenfalls vergitterte Fenster und der Doppelgiebel unten vier und oben zwei. Aus dem Graben zwischen den zwei Dächern ragt ein eiserner Wasserspeier. Die Fenster- und Türöffnungen sind mit Kratzputzmalereien verziert, sogenannten Sgraffiti.
Der Bürgerbrunnen am Platz vor dem Stadel wurde in den Jahren 1977 bis 1979 errichtet. Der Entwurf stammt von Maximilian Stockenhuber (Linz).

### Galerie

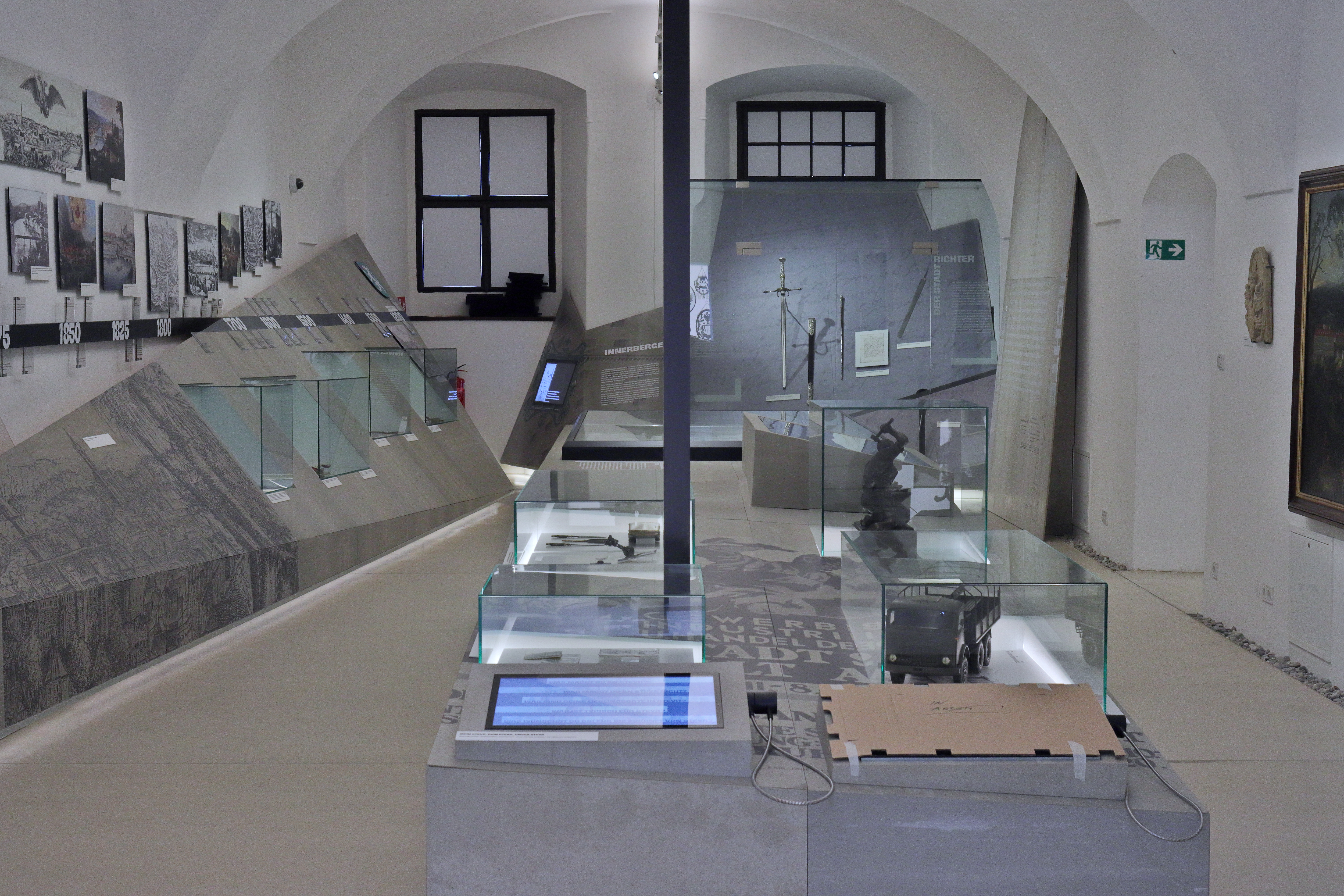
Gewölbe im Erdgeschoß (Ausstellung zur Stadtgeschichte)
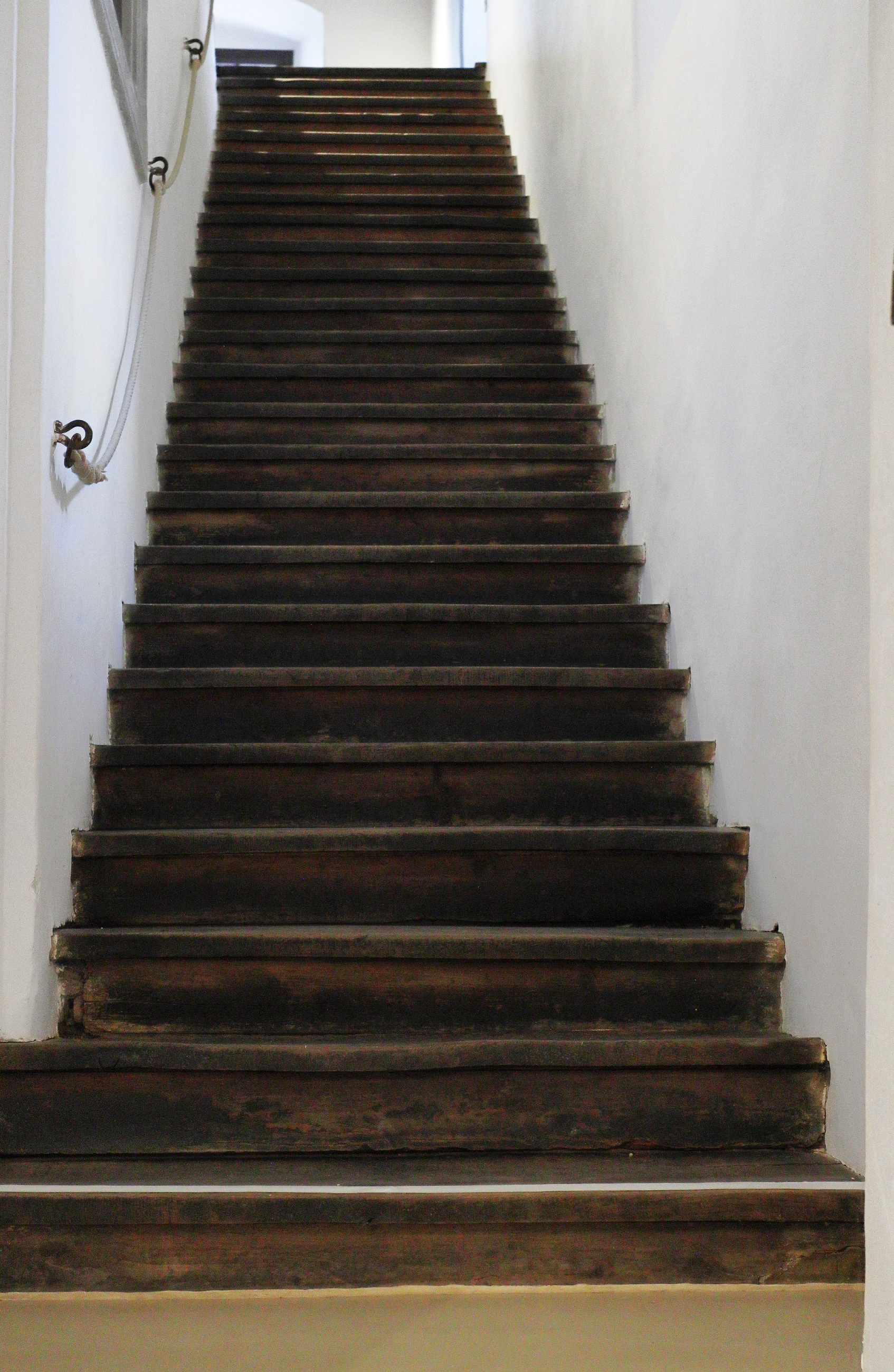
Holzstiege vom Erdgeschoß ins erste Obergeschoß
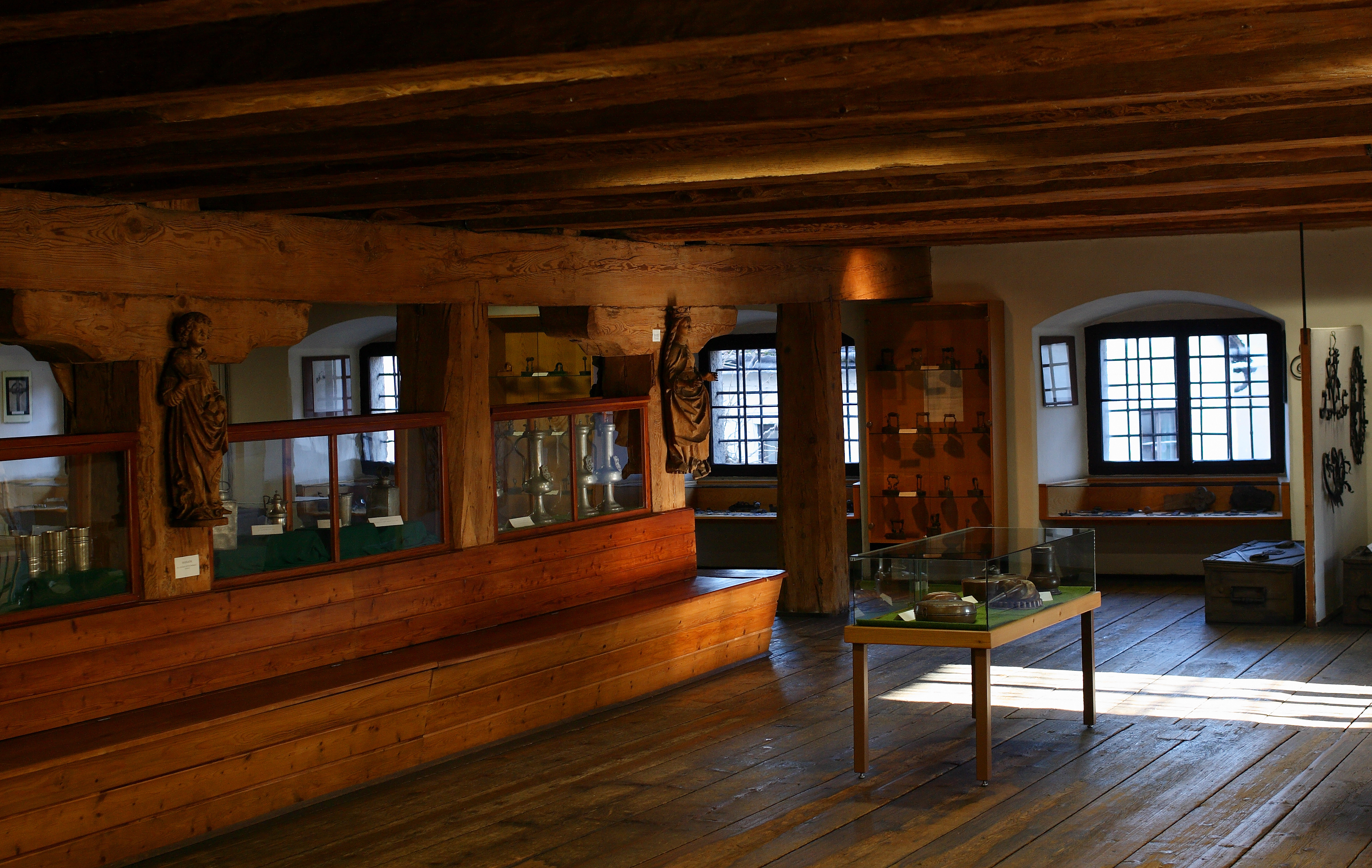
Stütz- und Tragewerke im ersten Obergeschoß
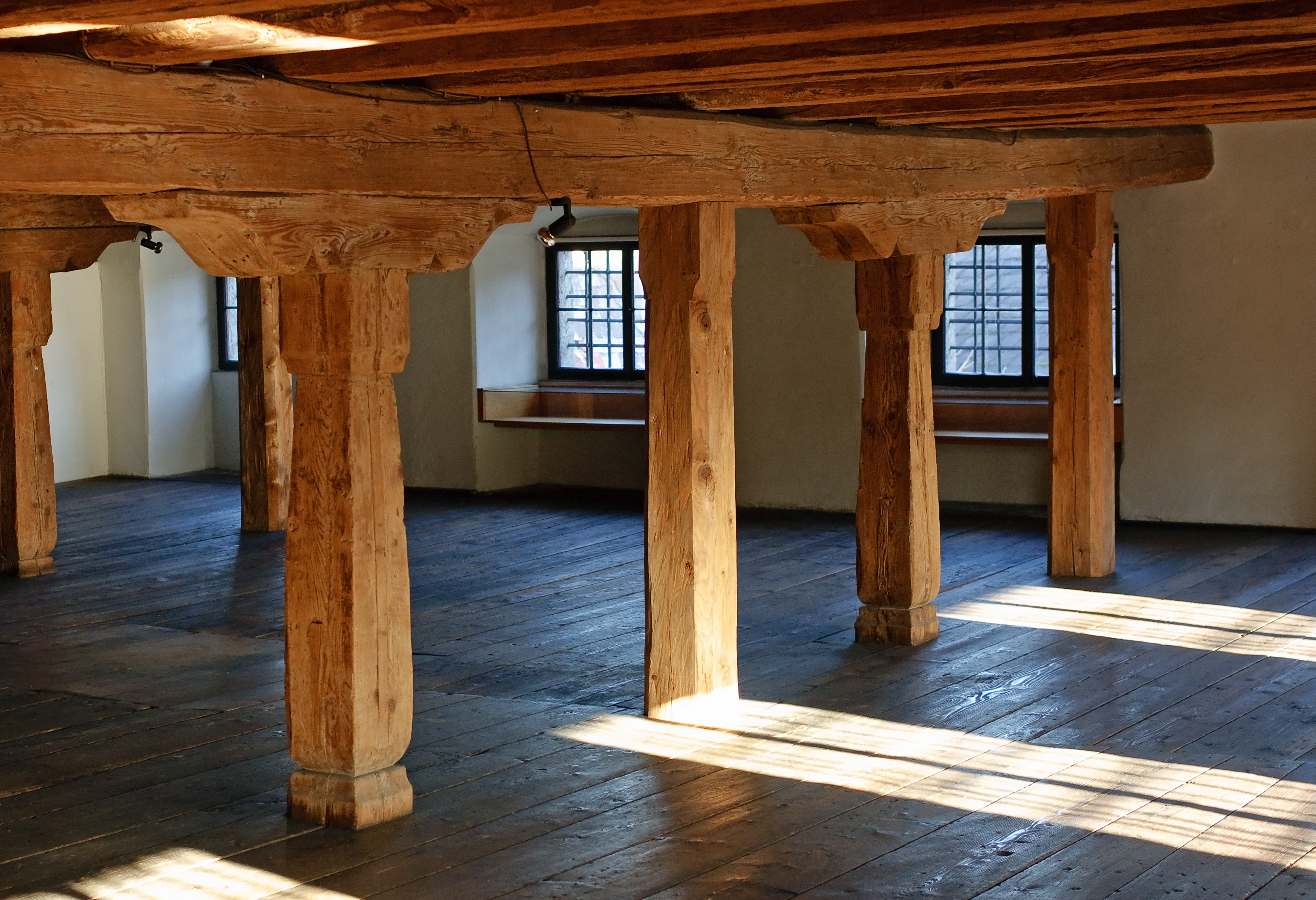
Zweites Obergeschoß
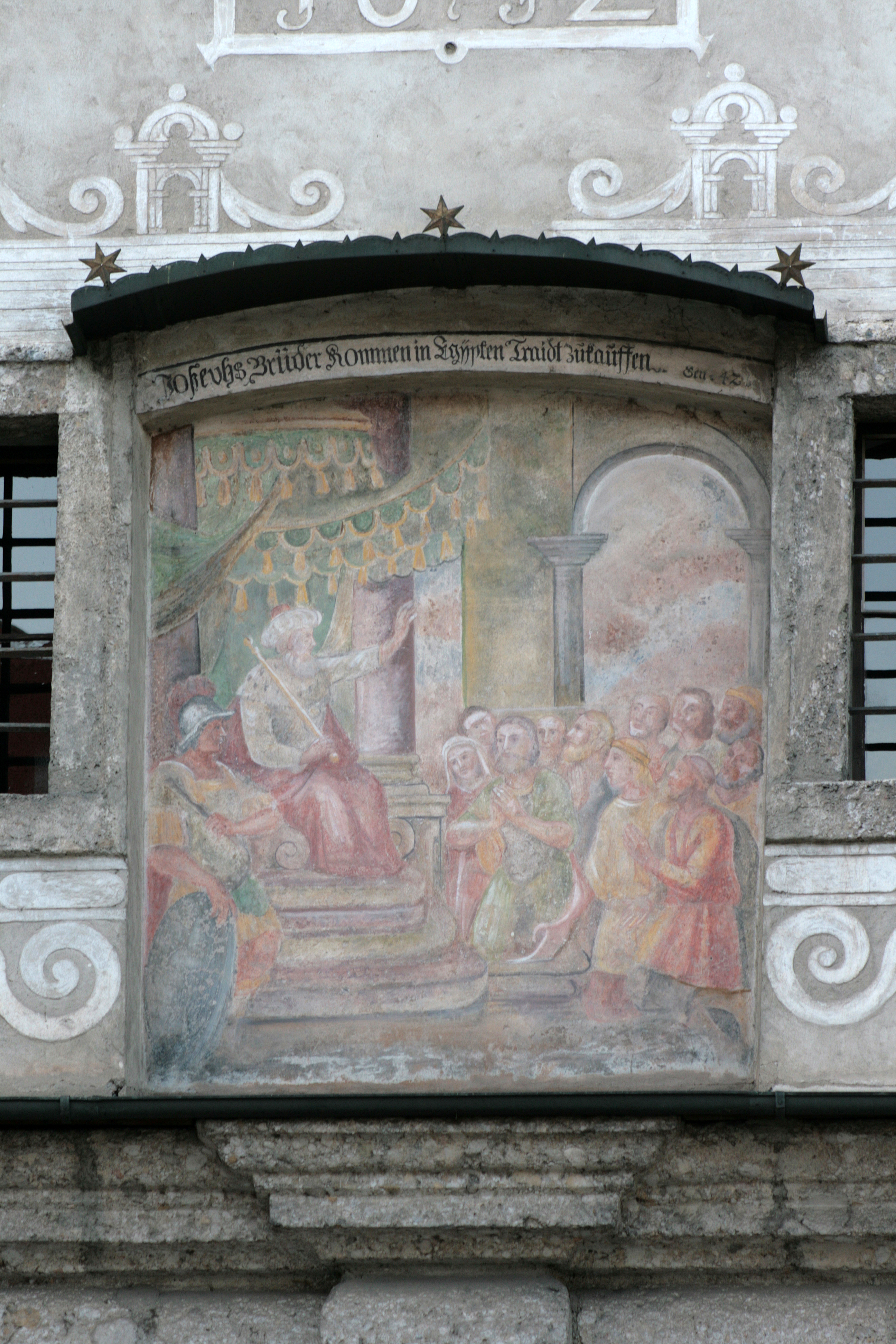
Fresko über dem Hauptportal
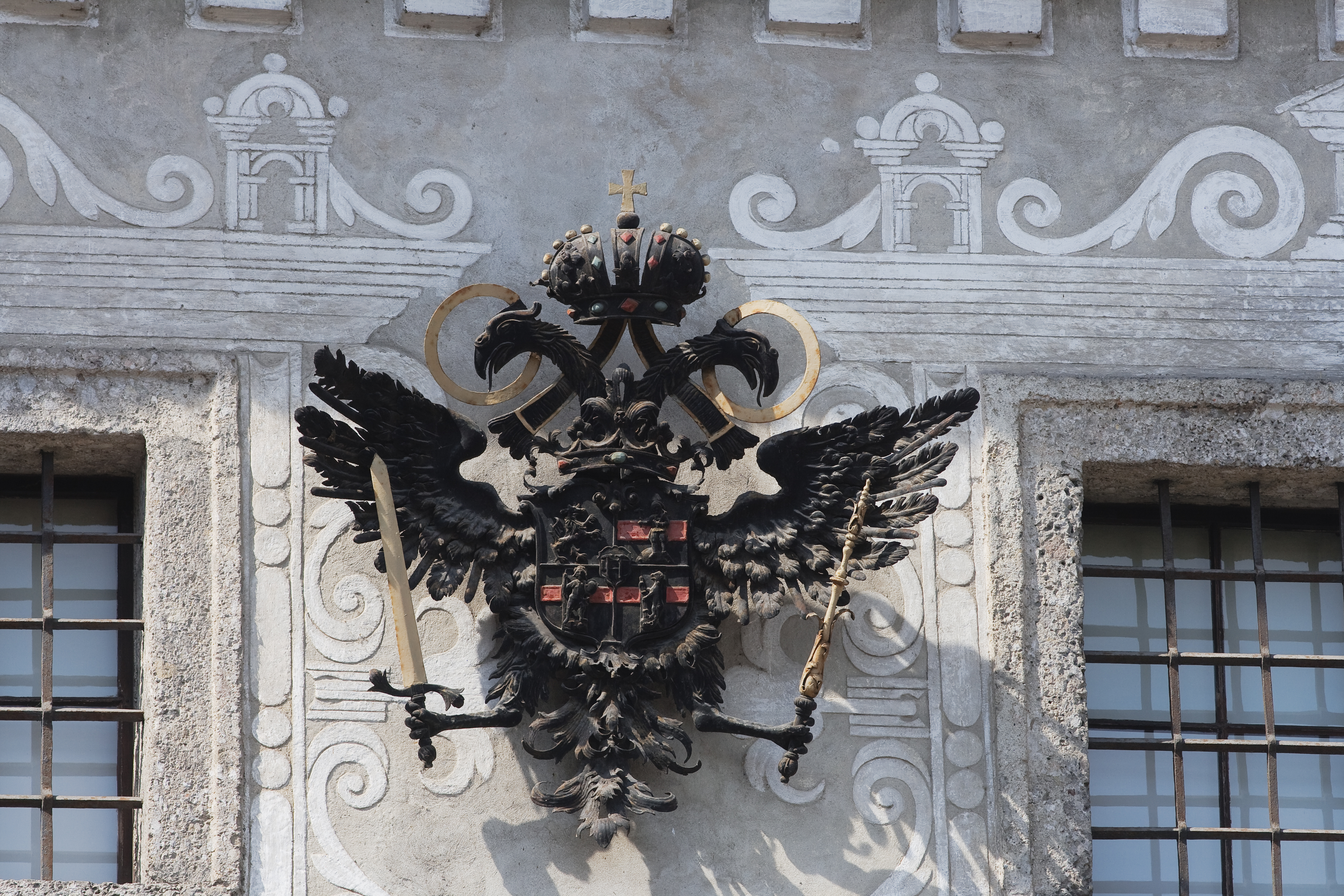
Doppeladler mit Wappen
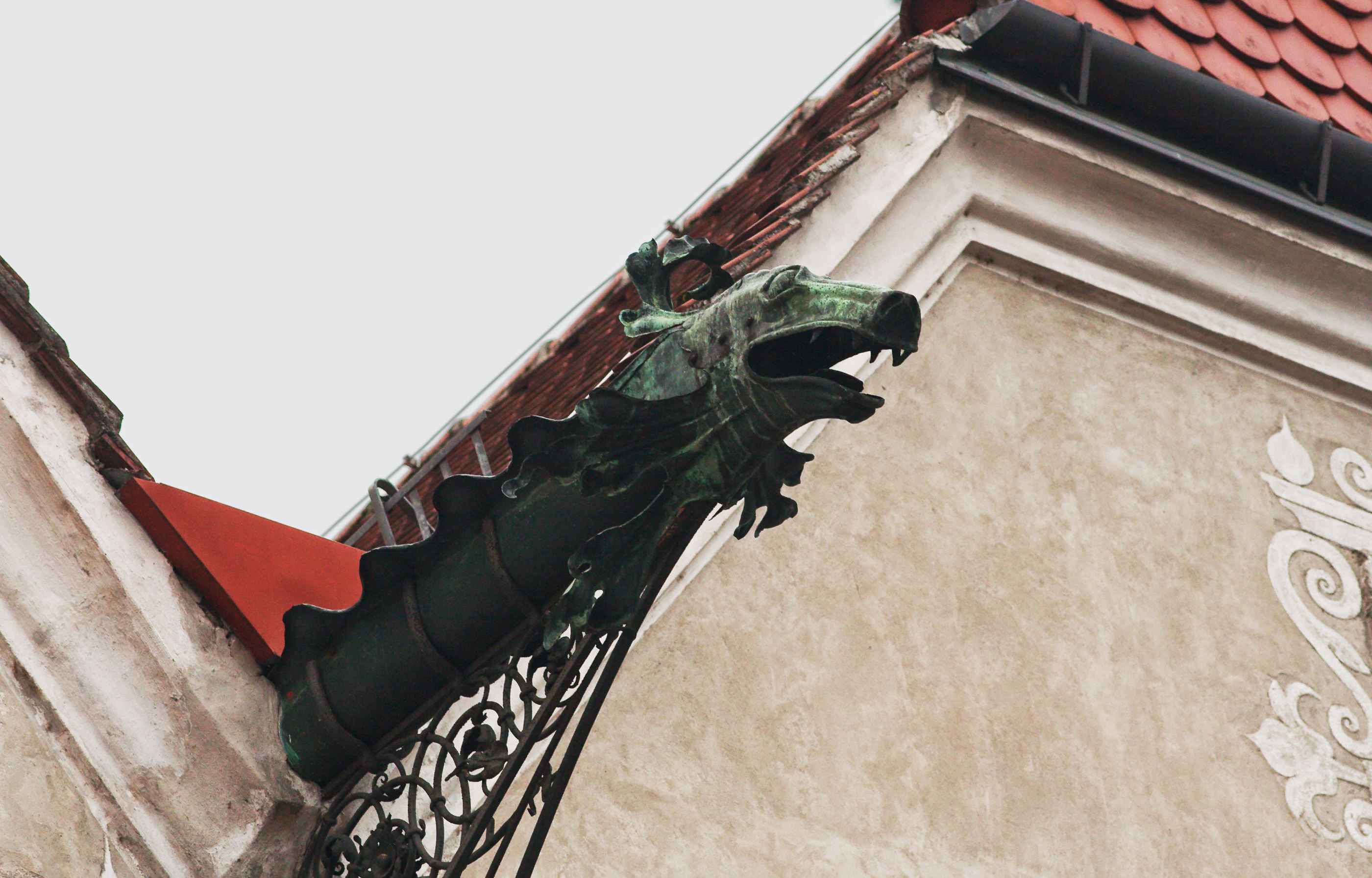
Der Wasserspeier

## Geschichte und Nutzung

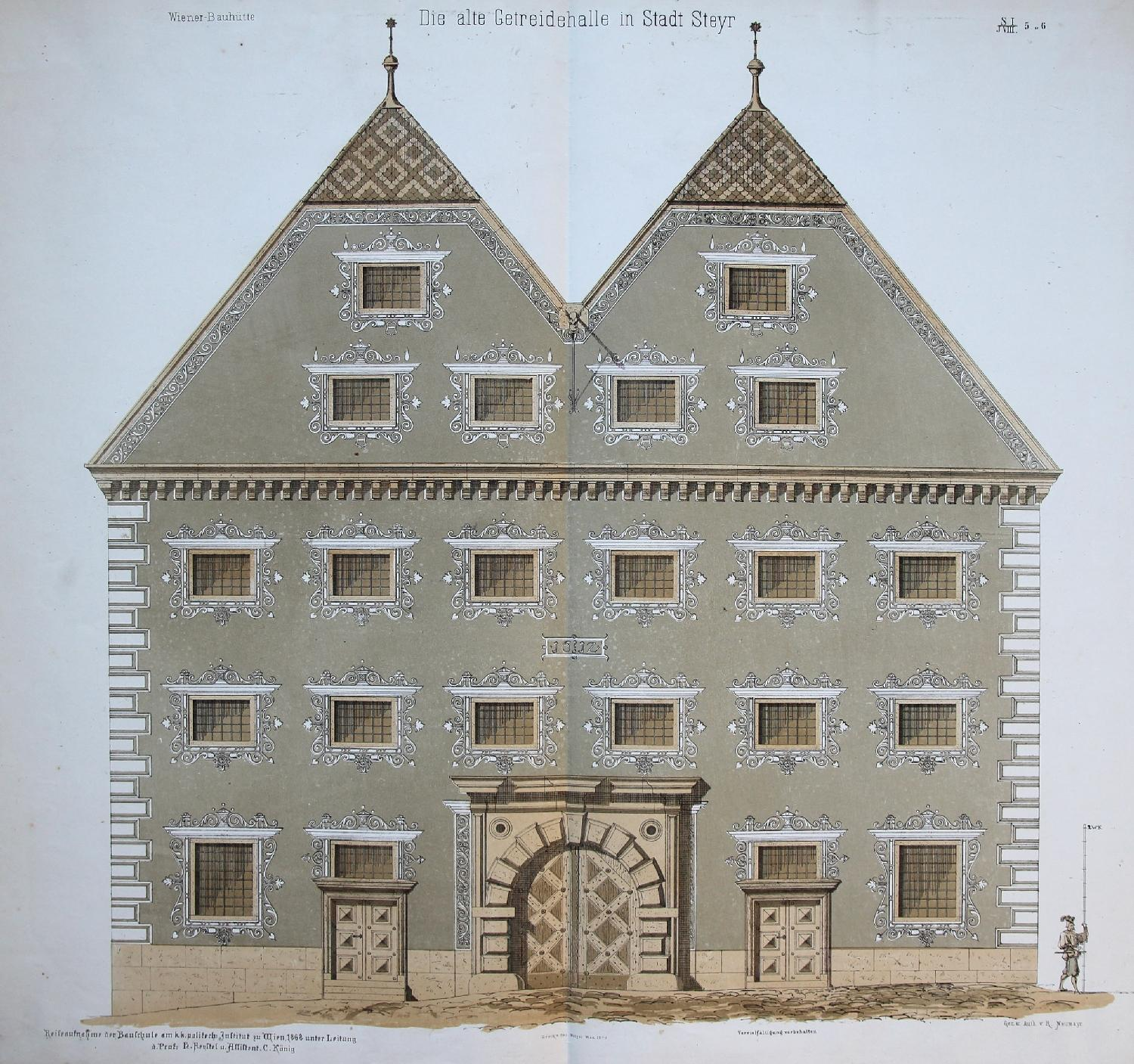
Aufriss im historischen Bauzustand (Rudolf Neumayr 1870)

Aus dem Jahr 1590 stammt ein Vertrag, in dem das Stift Garsten der Stadt ein Grundstück im Pfarrgarten der Stadtpfarrkirche überließ. Das Gebäude, das dort errichtet werden sollte, war im Erdgeschoß für Fleischerstände (Fleischbänke) und Getreidemagazine in den oberen Stockwerken gedacht. Die Wirren der Zeit wie Türkenkriege, Bauernaufstand und Gegenreformation verhinderten den Bau jedoch vorläufig, erst im Sommer 1611 wurde mit den Arbeiten begonnen. Das Stift betrachtete den Vertrag jedoch offensichtlich nicht mehr als bindend, denn als Abt Johann Wilhelm (1601 bis 1613) davon erfuhr, protestierte er bei der Stadt und sandte eine Beschwerdeschrift an den Landeshauptmann. Ein am 26. Juli geschlossener Vergleich sah vor, dass nicht nur die Bauvorgaben des Abtes beachtet, sondern im Erdgeschoß eine Salzkammer eingerichtet werden sollte und jedem Steyrer Pfarrer künftig jährlich zehn Gulden und drei Fuder Salz (etwa 187 kg) abgeliefert werden sollten. Das feuchte Erdgeschoß eignete sich jedoch nicht für Salzlagerung, sodass stattdessen eine Wagenremise untergebracht wurde. 1628 erwarb die Innerberger Hauptgewerkschaft das Gebäude, zuständig für das Eisenwesen am nördlichen Erzberg.
Der Name bis 1628 war Stadl im Grimmort. Grimmort ist der alte Name des heutigen Steyrer Grünmarkts.
Seit dem Jahr 1887 war der Speicher in Besitz der „Waffenfabriksgesellschaft“. 1908 erwarb die Stadtgemeinde das Grundstück für den Neubau des Postgebäudes. Der Abbruch des Stadels war jedoch umstritten und schließlich intervenierte Erzherzog-Thronfolger Franz Ferdinand für dessen Erhaltung. Die Post wurde stattdessen 1911 im Dornhaus (Grünmarkt 1) untergebracht. Im Innerberger Stadel wurde nach Beschluss vom 26. Juli 1912 das Steyrer Heimathaus untergebracht (Eröffnung am 25. Juli 1913). Im selben Jahr erwarb der Museumsverein 450 Stabpuppen aus seit der Mitte des 19. Jahrhunderts bestehenden Steyrer Wanderkrippen. Seit 1924 wird damit von Advent bis nach Dreikönig das Steyrer Kripperl bespielt, vor allem mit weihnachtlichen Szenen und lokalhistorischen Ereignissen. Das Heimathaus wurde teilweise durch Schenkungen ausgestattet, wie die der Lambergschen Puppensammlung von Gräfin Anna Lamberg mit über 200 Krippenfiguren aus der Zeit zwischen Barock und Biedermeier.
Die Jahre des Zweiten Weltkriegs brachten große Schäden mit sich. Nach umfangreichen Renovierungs- und Wiederaufbauarbeiten eröffnete das Haus jedoch am 14. Oktober 1947 wieder. Am 3. April 1950 beschloss die oberösterreichische Landesregierung ein Eisenmuseum, diesem stimmte der Steyrer Gemeinderat am 18. April 1950 zu. Eröffnet wurde am 29. Juli 1957. Das Sensenwerk hinter dem Heimatmuseum wurde von Josef Zeitlinger aus Leonstein (Gemeinde Grünburg) gestiftet. In einem südseitigen Anbau aus den 1950er-Jahren, der beim Umbau für die Landesausstellung 2021 wieder abgerissen wurde, befand sich die Petermandl’sche Messersammlung. Ab 4. Juni 1971 erweiterte das Heimathaus seine Bestände durch eine Vogelsammlung des Ornithologen Karl Steinparz in den Räumen des angrenzenden Neutors und 1973 durch eine Bauernschmiede aus Unter-Laussa. Später wurden Heimathaus und Eisenmuseum zum Museum der Stadt Steyr zusammengefasst (heute Stadtmuseum Steyr).

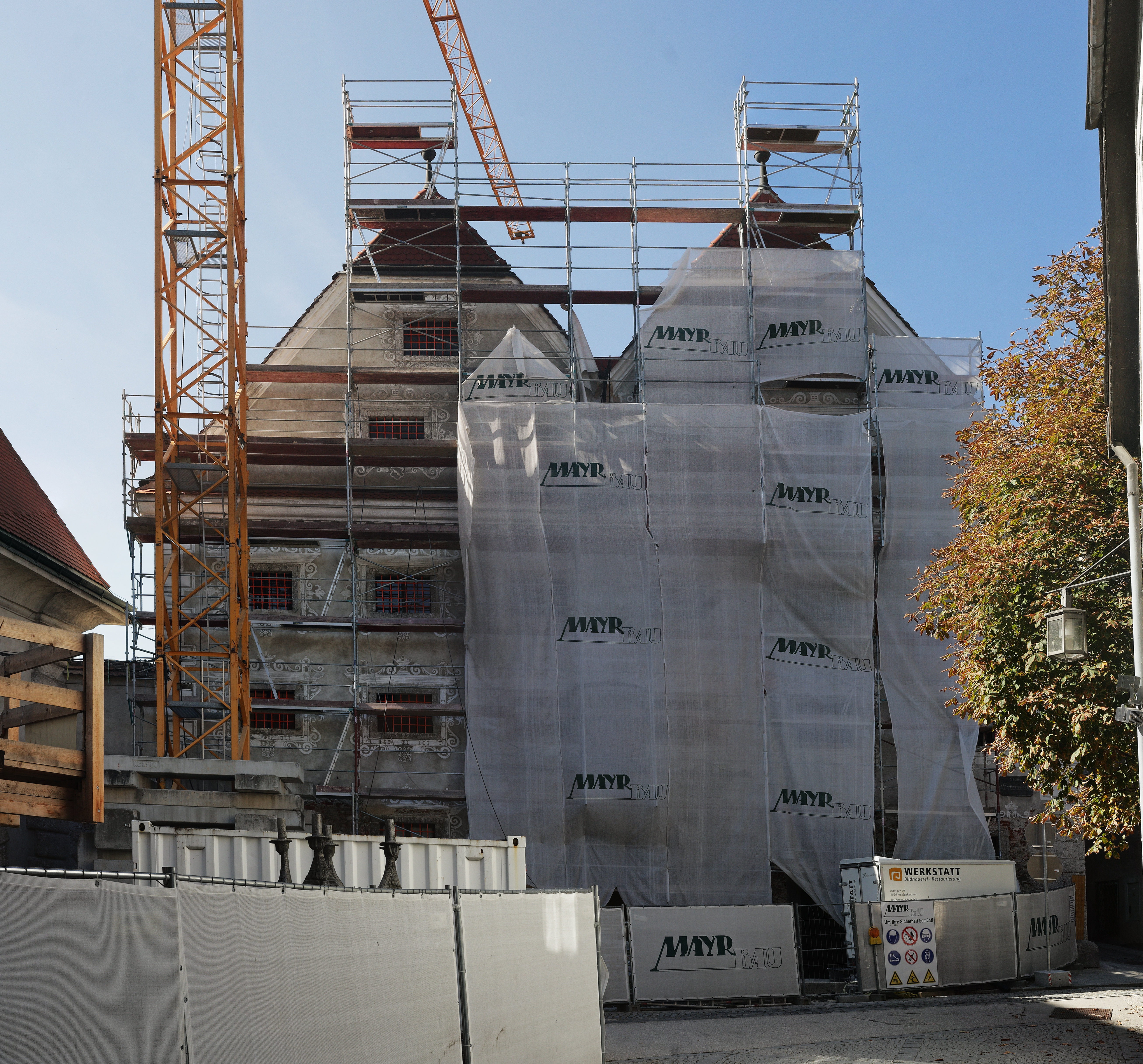
Der eingerüstete Innerberger Stadel (Oktober 2018)

Der Stadel und das angrenzende Neutor waren neben Schloss Lamberg und dem Museum Arbeitswelt Schauplätze der Oberösterreichischen Landesausstellung 2021 „Adel – Bürger – Arbeiter“. Aus diesem Grund war das Gebäude ab Februar 2018 nach Plänen des Steyrer Architektenbüros Schmid+Leitner saniert worden.

### Galerie

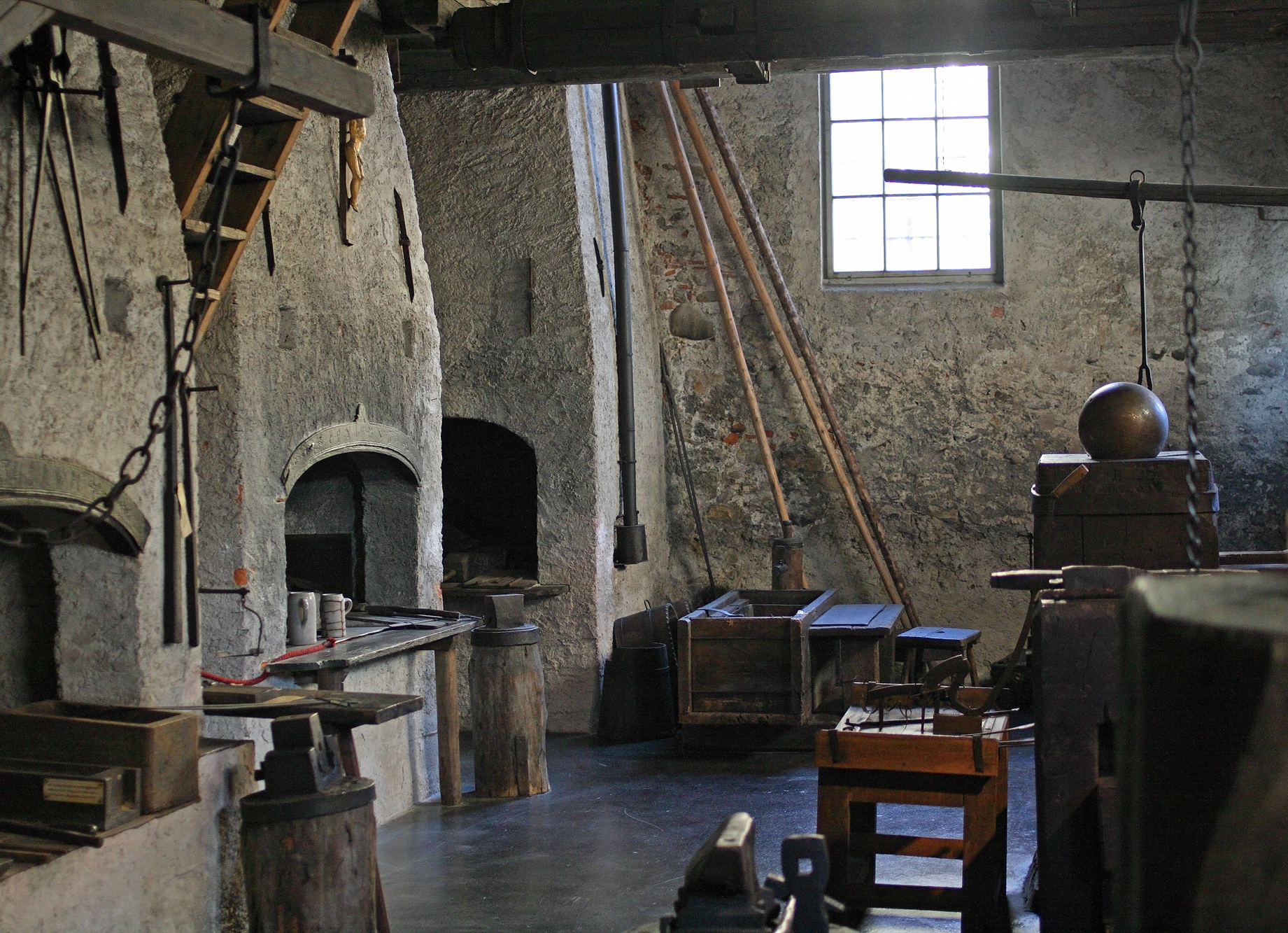
Die Sensenschmiede
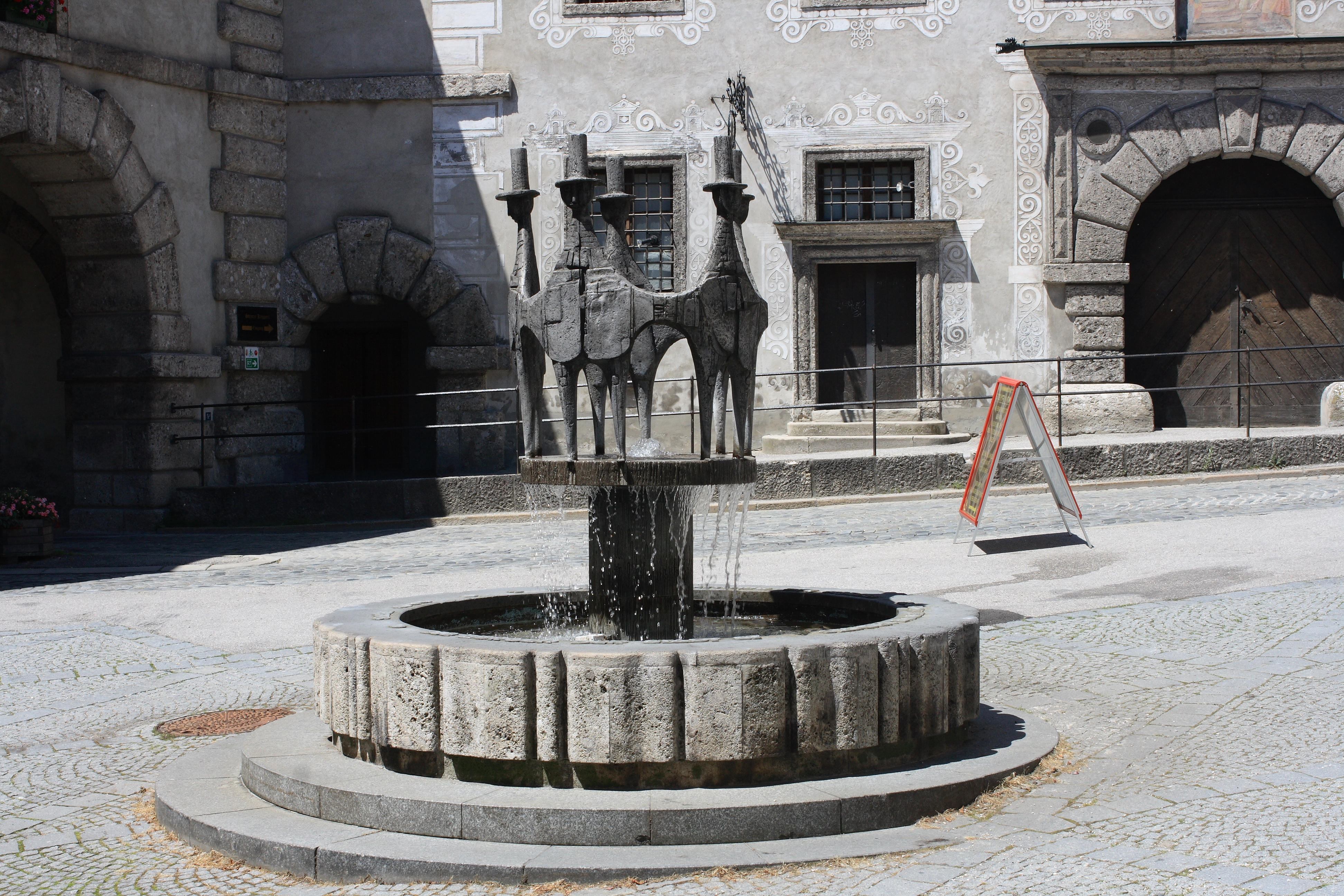
Der Bürgerbrunnen
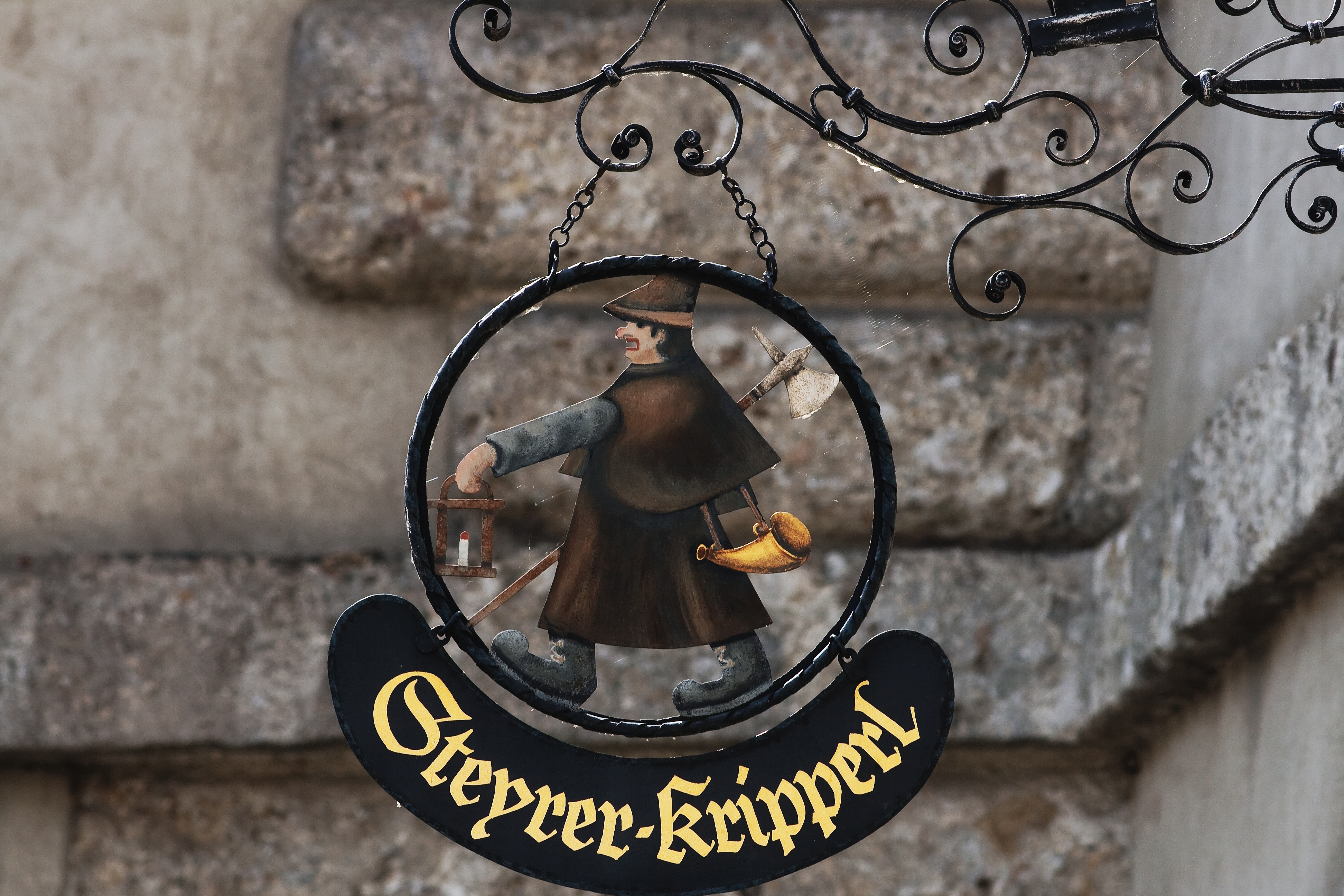
Hauszeichen „Steyrer Kripperl“
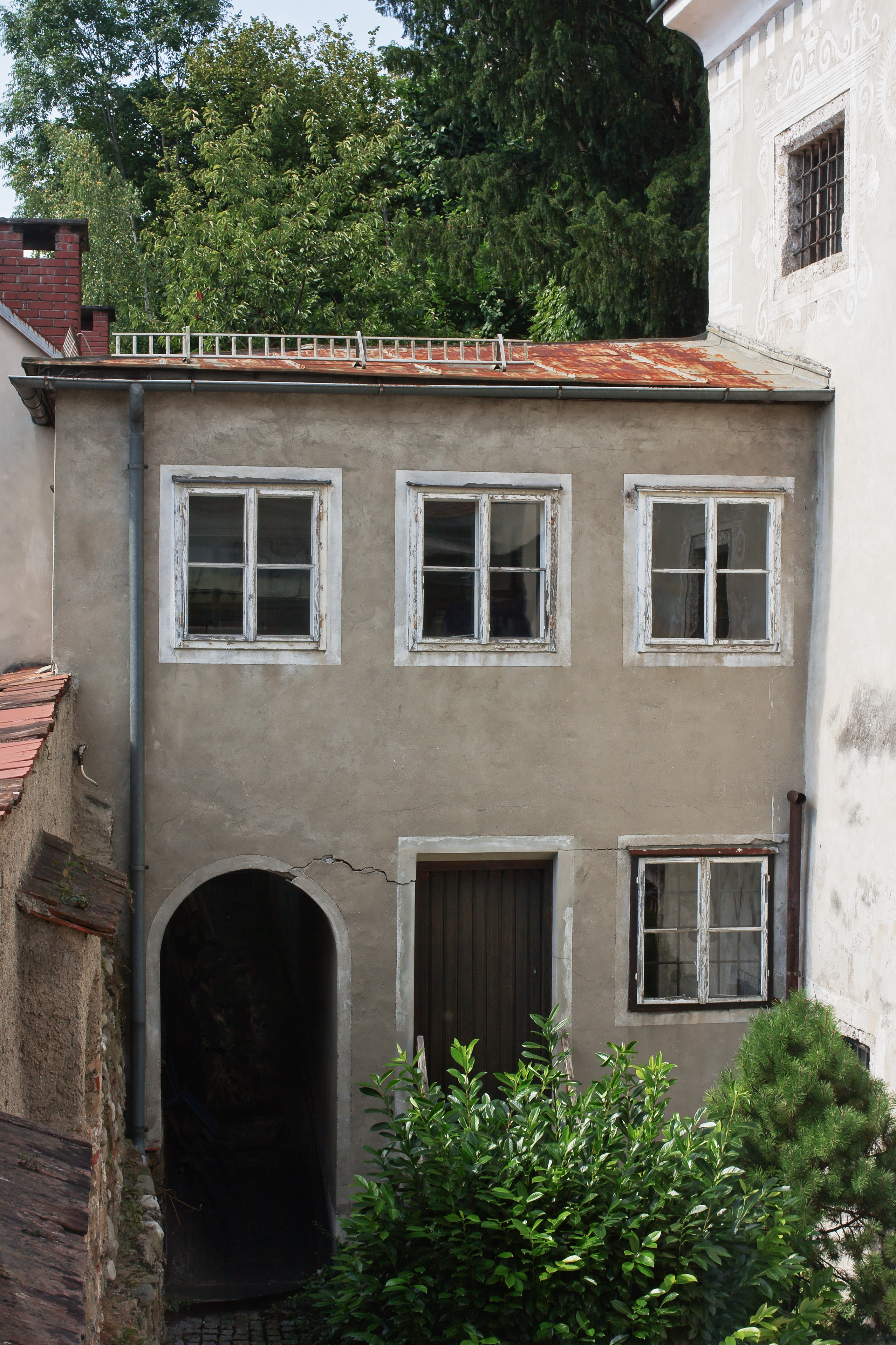
Der Anbau aus den 1950er-Jahren (Foto von 2016)